# Heilig Hartkerk (Haarlem)
De Heilig Hartkerk is een voormalige rooms-katholieke kerk in Haarlem. Deze neogotische kerk werd in 1902 gebouwd door architect Peter Bekkers. 
Sinds 1980 is het gebouw een rijksmonument en in 1996 werd het herbestemd voor bewoning.

## Ligging
Het gebouw staat op Kleverparkweg 15a, in het Ter Kleefkwartier in de buurt Kleverpark-zuid, ter hoogte van de kruising met de Tetterodestraat.

## Uitvoering
Het gebouw is van het Haagse hallentype, waarbij elke zijbeuk gedekt wordt door een typerende rij steekkappen. Deze rijen van vier kappen worden afgesloten door een transept met kruiskap, die bekroond wordt door een vieringtoren met een naaldspits. Deze is veel scherper en hoger dan die van de achthoekige torens aan weerszijden van de entree, die maar weinig boven het middenschip uitsteken. Het middenschip wordt gesteund door vierkante zuilen met collonetten. De koorsluiting is veelhoekig. De kerk meet 55 meter van entree tot koor en is inclusief de zijbeuken 18 meter breed.

## Herbestemming
Een monumentstatus brengt onderhoudskosten en beperkingen in de bestemming met zich mee, en toen het Bisdom Haarlem de kerk in de jaren negentig wilde verkopen wegens teruglopend kerkbezoek, was er weinig animo bij kopers. In 1996 en 1997 werden er studentenappartementen in het schip van de kerk gebouwd, waarbij de gemeente Haarlem via subsidies een groot deel van de kosten droeg. Ook werden er uitzonderingen toegestaan op de monumentstatus. Daarmee konden er in de zijgevels glas in loodramen verwijderd en ingangen gemaakt worden. De ingangen waren voor de appartementen op de begane grond, die voorzien werden van een tussenverdieping met slaapkamer. De typisch neogotisch hooggeplaatste ramen beginnen zes meter boven de grond, zodat daglicht op de begane grond alleen via een vide aan de gevelzijde binnenvalt. Daarvoor was een ontheffing van het Bouwbesluit nodig.
De appartementen staan op een hulpconstructie om ze te kunnen plaatsen en verwijderen zonder grote ingrepen aan het monument. Ze staan dus min of meer vrij, maar voor het trappenhuis dat de vier verdiepingen verbindt met de begane grond, is wel een bevestiging aan de dakbogen toegepast.
Omdat een deel van het interieur onder de monumentenbescherming valt, konden slechts 67 van de geplande 100 appartementen gerealiseerd worden. Daardoor is aan beide einden van de kerk, bij de entree en het koor, het interieur over de volle hoogte zichtbaar gebleven. De renovatie werd uitgevoerd volgens een plan van architectenbureau Prins en Kentie uit Amsterdam en won in 1998 de Nationale Renovatie Prijs in de rubriek Woningbouw Herbestemming.
Anno 2020 waren er diverse kleine bedrijven gevestigd in de voormalige kerk.

## Zie ook

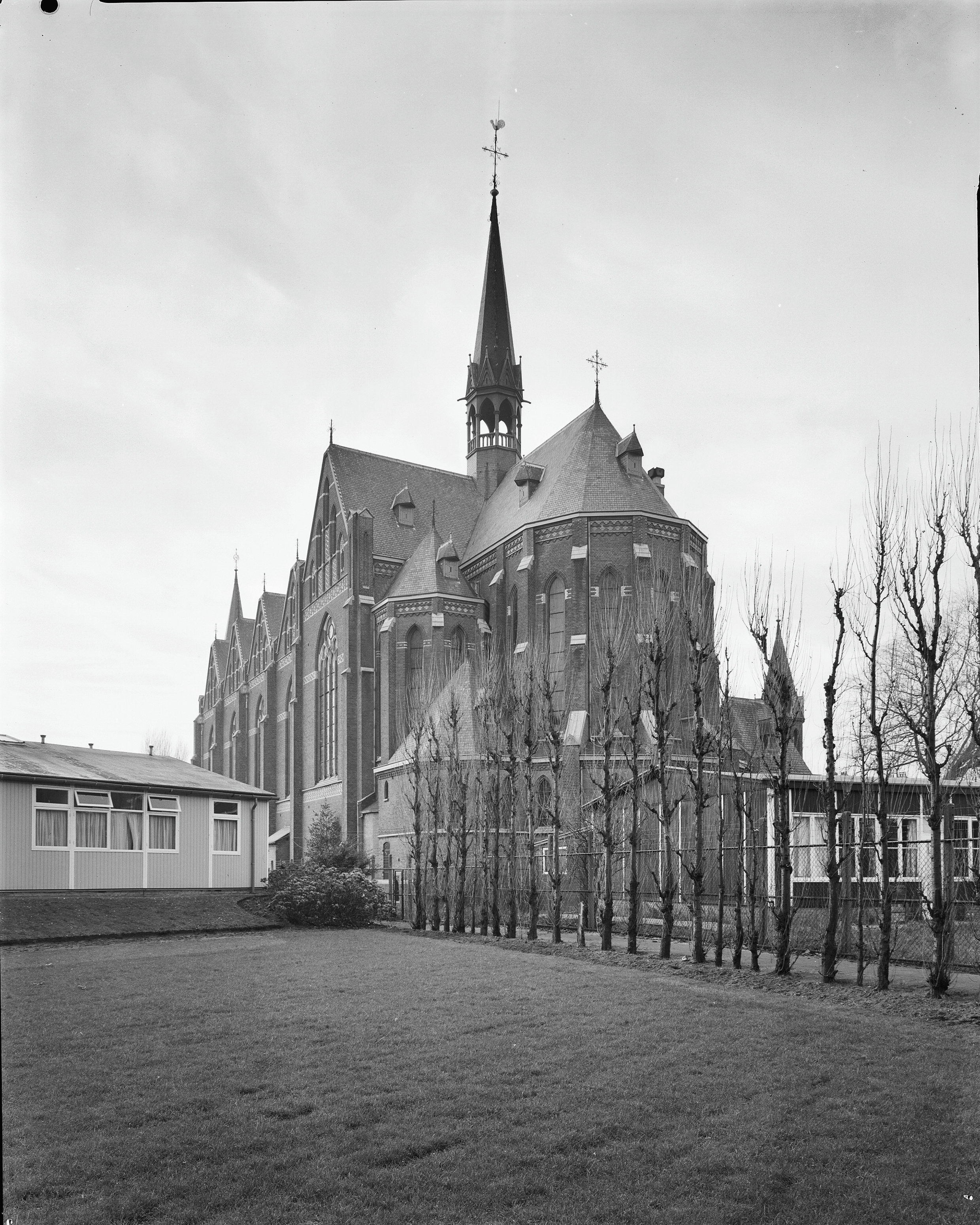
De achterzijde met het veelhoekige koor en de vieringtoren, 1972

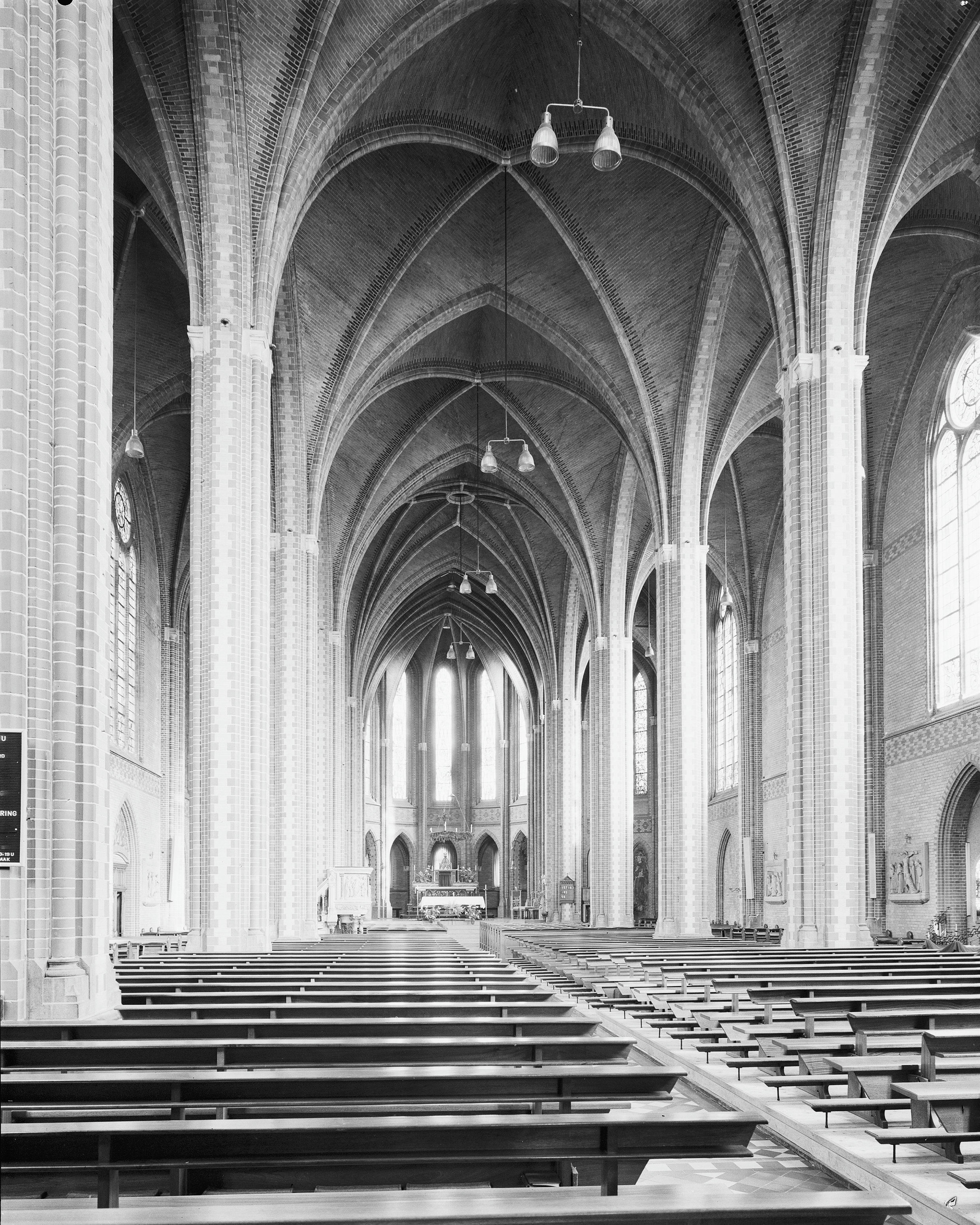
Interieur, met zicht op het koor en de kruisribgewelven, 1972